# Puy-d’Arnac
Puy-d’Arnac település Franciaországban, Corrèze megyében. Lakosainak száma 293 fő (2022. január 1.). Puy-d’Arnac Curemonte, Marcillac-la-Croze, Nonards és Tudeils községekkel határos.

## Népesség
A település népességének változása:
| Lakosok száma | 367  | 325  | 300  | 258  | 277  | 285  | 288  | 290  | 291  | 293  |
|               | 1968 | 1982 | 1990 | 2006 | 2013 | 2015 | 2017 | 2019 | 2020 | 2022 |